# 25366 Maureenbobo
25366 Maureenbobo (tên chỉ định: 1999 TH30) là một tiểu hành tinh vành đai chính. Nó được phát hiện bởi dự án Nghiên cứu tiểu hành tinh gần Trái Đất Lincoln ở Socorro, New Mexico, ngày 4 tháng 10 năm 1999. Nó được đặt theo tên Maureen Bobo, an American educator ở Heber City, Utah.